# Future Addict
Future Addict, es el octavo álbum de estudio en solitario del guitarrista norteamericano Marty Friedman. Este álbum se compone de versiones rehechas de algunas de las canciones de su carrera (desde su primera banda Deuce hasta Megadeth) y sólo tres nuevas canciones: Barbie, Tears Of An Angel y Mistery Simple.

## Lista de canciones
1. Barbie - 1:00
2. Simple Mystery - 3:44
3. Tornado of Souls - 5:23
4. Burn the Ground - 4:27
5. Where My Fortune Lies - 4:45
6. Breadline - 3:54
7. The Pit And The Pendulum - 5:18
8. The Killing Road - 4:21
9. Noise of Rain (Static Rain) - 2:48
10. Secret of the Stars - 4:11
11. Massive - 2:59
12. Tears of an Angel - 5:16

## Músicos
- Marty Friedman - Guitarrista
- Jeremy Colson - Batería y vocalista
- Billy Sheehan - Bajista
- Masaki - Bajista
- Jeff Loomis - Guitarrista invitado
- Elizabeth Schall - Vocalista adicional